# Blonde (chanson d'Alizée)
Pour les articles homonymes, voir Blonde.
Singles de Alizée
Dear Darlin'
(2013) Alcaline
(2014)
Pistes de Blonde
K.O.
Blonde est le premier single du sixième album studio Blonde de la chanteuse française Alizée. Le single est sorti le 18 mars 2014 sur le label Sony Music Entertainment. 
La chanson est de style pop, mélangé à de la synthpop et de la house.

## Histoire du single
Les premières rumeurs naissent le 12 mars 2014, lorsque Sony Music Mexico publie la pochette du single sur Instagram avec un message indiquant que la chanson sera disponible 21 mars. L'image est rapidement retirée d'Instagram. Par la suite, Alizée a confirmé que la pochette était réelle en postant sur Facebook une autre image issue de la même séance photo. Le 14 mars, Alizée et Sony France confirment sur Facebook la sortie du single en téléchargement, à savoir le 18 mars 2014,.

## Clip vidéo
L'audio a été publié sur YouTube le 18 mars 2014. Une vidéo animée avec les paroles est sortie le 17 avril 2014, puis le clip officiel le 28 avril. Le clip a été tourné quelques semaines plus tôt, le 12 avril.
Il met en scène la chanteuse dans un salon de coiffure, entourée de plusieurs danseurs et danseuses, tour à tour cliente puis employée dans la vidéo. Le clip de Blonde a été mis en ligne à l'occasion du neuvième anniversaire de la fille d'Alizée, Annily, qui apparaîtrait avec une perruque et des lunettes de soleil dans cette vidéo à 2:04.

## Performances et interprétations
La première interprétation en live de Blonde a eu lieu dans l'émission Calais Live 2014, direct organisé par Radio 6.
Après le million de vues de la vidéo de Blonde, la chanteuse participe au Concert Kiss FM 2014, un concert massif, dont la chanteuse interprète un premier extrait de l'album et une nouvelle chanson du même album, Alcaline, devant 7 000 spectateurs.
Dans sa chanson, Alizée fait aussi un clin d'œil à quelques personnalités décolorées telles que Brigitte Bardot, Catherine Deneuve, David Bowie, Madonna, Marilyn Monroe.

## Réception critique
"Blonde'' a reçu des critiques généralement positives mais les avis restent mitigés. Les critiques et les médias ont toutefois applaudi le ''buzz'' qu'a créé la photographie d'Alizée. Ils ont également apprécié le message véhiculé par la chanson.

## Récompenses et nominations
La Chanson de l'année
- Chanson de l'année 2014 (nommée)

## Performance dans les hit-parades

### Classement par pays
| Classement (2014)               | Meilleure position |
| ------------------------------- | ------------------ |
| Belgique (Wallonie Ultratip 50) | 25                 |
| France (SNEP)                   | 63                 |